# Leptosiphon laxus
Leptosiphon laxus là một loài thực vật có hoa trong họ Polemoniaceae. Loài này được (Vasey & Rose) J.M. Porter & L.A. Johnson mô tả khoa học đầu tiên năm 2000.